# Bifrenaria silvana
Bifrenaria silvana V.P.Castro (1991), es una especie de orquídea epífita originaria de Brasil.

## Características
Es una especie herbácea de pequeño tamaño, que prefiere clima cálido a fresco, es epífita con pseudobulbo cónico-tetragonal a circular, ligeramente comprimido con una sola hoja apical, oblongo-lanceolada, acuminada y que florece  sobre una inflorescencia basal, rígida, en forma de racimo de 6 cm de largo, con 4 a 6 flores fragantes. La floración se produce en la primavera.

## Distribución y hábitat
Es endémica de Bahia en Brasil, donde fue descubierta cerca de Itororó en Serra da Ouricana, a 700 metros, donde habita en los bosques húmedos.

## Taxonomía
Pertenece al grupo de las Bifrenaria pequeñas,  clasificada en la sección Stenocoryne.  Puede ser fácilmente reconocida por el formato de sus pseudobulbos no tetragonales como en todas las demás especies, pero dando la impresión de ser ligeramente aplanados, sus pétalos tienen generalmente pequeñas manchas púrpuras o amarronzadas. Es una de las más pequeñas, si no la más pequeña de las especies de este género, tanto por los pseudobulbos como por las hojas.
Bifrenaria silvana fue descrita por Vitorino Paiva Castro y publicado en Bol. CAOB 3(4): 41. 1991.
Etimología
Bifrenaria: nombre genérico que deriva de las palabras griegas: bi (dos); frenum freno o tira. Aludiendo a los dos tallos parecidos a tiras, estipes que unen los polinios y el viscídium. Esta característica las distingue del género Maxillaria.

silvana: epíteto latino que significa "de la selva".
Sinonimia
- Adipe silvana (V.P.Castro) Senghas 1994[1][6][7]